# Marian Golias
Marian Michał Golias (ur. 14 sierpnia 1887 w Brzeżanach k. Lwowa, zm. 27 września 1966 w Łodzi) – polski filolog klasyczny, autor podręcznika do starożytnej greki Wstępna nauka języka greckiego. Doktor nauk humanistycznych, docent Wyższej Szkoły Pedagogicznej w Łodzi i Uniwersytetu Łódzkiego, kierownik Zakładu Filologii Klasycznej Uniwersytetu Łódzkiego, prodziekan Wydziału Filologicznego, dydaktyk.

## Życiorys

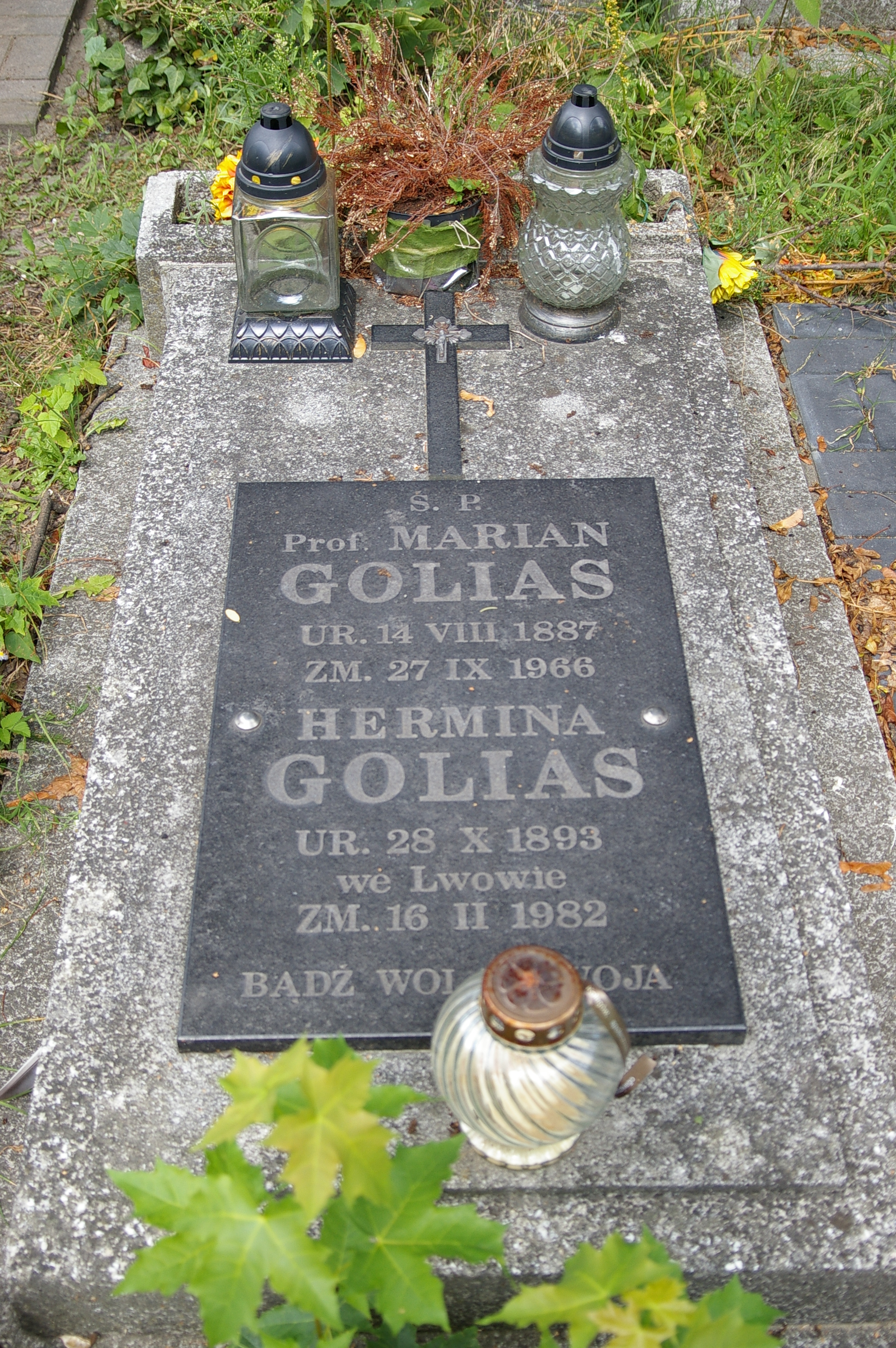
Nagrobek Mariana i Herminy Goliasów na Starym Cmentarzu w Łodzi

Skończył gimnazjum w Brzeżanach, później w latach 1907–1911 studiował filologię klasyczną na Uniwersytecie im. Jana Kazimierza we Lwowie. Uczył się pod okiem profesorów Stanisława Witkowskiego i Bronisława Kruczkiewicza. W czasie studiów pracował jako nauczyciel we Lwowie. Od 1930 roku prowadził zajęcia na UJK. Przed wojną był profesorem państwowego gimnazjum we Lwowie.
Po wojnie uzyskał tytuł magistra filozofii od Rady Wydziału Humanistycznego Uniwersytetu Mikołaja Kopernika w Toruniu. W 1947 obronił pracę doktorską z zakresu pedagogiki na Uniwersytecie Warszawskim u prof. Bogdana Nawroczyńskiego. Od lat 40. XX wieku związał się z Uniwersytetem Łódzkim, gdzie był adiunktem prof. Jana Oki. W latach 1953–1963 był prodziekanem i kierownikiem Zakładu Filologii Klasycznej. W 1955 został mianowany na stanowisko docenta. W 1960 przeszedł na emeryturę.

## Ordery i odznaczenia
- Złoty Krzyż Zasługi (dwukrotnie: 22 marca 1939[2], 22 lipca 1950)[3]